# Herbert Jonckers
Herbert Jonckers né à Bruxelles en 1953 et décédé à Santiago du Chili en 1996, est un peintre et scénographe belge.

## Biographie
De 1972 à 1977, il étudie l’architecture d'intérieur en l’École supérieure des Arts des Instituts St-Luc de Bruxelles. 
Il travaille ensuite comme affichiste, dessinateur publicitaire, décorateur et scénographe, entre autres pour la RTBF et le Théâtre universitaire de Louvain-la-Neuve, tout en réalisant différentes expositions de ses peintures, à Anvers, Amsterdam et Bruxelles.
Sa rencontre en 1980 avec le dramaturge Ramón Griffero est déterminante. Il réalise la scénographie, complète, décors, costumes et maquillages, des deux créations belges de l’auteur chilien, Opéra pour un naufrage et Altazor équinoxe. Lorsque, en 1982, Griffero regagne Santiago du Chili, Herbert Jonckers l’accompagne. C’est au Chili, où il s’installe définitivement, qu’il réalise la partie la plus significative de sa carrière.
Durant les quatorze années de sa période chilienne, il réalise la scénographie de près d’une trentaine d’œuvres théâtrales et de danse, optant pour une méthode de travail complète, intégrant décors, costumes, accessoires, formes, textures et couleurs, apportant un regard neuf à la scène chilienne contemporaine. 
Il collabore avec de nombreux directeurs, travaillant tant pour les théâtres institutionnels, dont le Théâtre national chilien, qu’alternatifs. Son travail est distingué en 1994 et 1995 par le prix APES (Asociación de periodistas de espectáculos) du meilleur scénographe, et en 1995 par le prix de la critique, pour son travail au Théâtre national.
À partir de 1995, il enseigne la scénographie à l’Université du Chili.
En 1996, il participe à la création de l’école de théâtre La Matriz, à Valparaíso, dont la salle de spectacle a reçu son nom.

## Commémoration
À l’occasion en 2006, du dixième anniversaire de sa disparition, différentes manifestations sont organisées à Santiago. 
Une exposition consacrée à l’œuvre d’Herbert Jonckers est inaugurée par la ministre de la culture, Paulina Urrutia à la bibliothèque de Santiago dans le cadre des rencontres d’Arts scéniques. À cette occasion sont également présentés le livre et le Dvd, Poétiques de l’espace scénique – Herbert Jonckers 1981/1982, réalisés par Ramón Griffero.